# 古高松村
古高松村（ふるたかまつむら）は、香川県木田郡にあった村。

## 人口
| \| 1920年（大正9年） \| 4,499人 \| \| \| 1925年（大正14年） \| 4,505人 \| \| \| 1930年（昭和5年） \| 4,812人 \| \| \| 1935年（昭和10年） \| 4,974人 \| \| |         |  |
| 総務省統計局 / 国勢調査（1940年（昭和15年）） |         |  |
| 1920年（大正9年） | 4,499人 |  |
| 1925年（大正14年） | 4,505人 |  |
| 1930年（昭和5年） | 4,812人 |  |
| 1935年（昭和10年） | 4,974人 |  |

## 歴史
古くから港町として開けた地域であり、村名は現在に至る市名「高松」の起こりである。近辺には古墳などの歴史的遺跡が数多く残されており、かつては水田に白壁の農家が散在する農村地帯であった。
行政区域としては1890年（明治23年）2月15日、町村制施行により古高松村は春日村（かすがむら）、新田村（しんでんむら）とともに山田郡古高松村（ふるたかまつむら）となり、現在の古高松地区としての区域が確定した。50年後の1940年（昭和15年）2月11日には周辺自治体とともに高松市と合併し自治体としての古高松村は消滅した。合併に伴い設定された町名は、区域・名称共に合併前の大字、すなわち1890年（明治23年）の町村制施行前における村の区域をそのまま継承した。

### 年表
- 1873年（明治6年） - 各村に屋山小学校（古高松村）、小山小学校（新田村）、昇高小学校（春日村）が開校。
- 1890年（明治23年）2月15日 - 町村制施行により、山田郡古高松村・春日村・新田村の区域を以って成立。
- 1899年（明治32年）3月16日 - 山田郡が三木郡と合併し、木田郡となる。
- 1908年（明治41年） - 古高松尋常高等小学校を本校、春日尋常小学校をその分校とし新田尋常小学校が廃止される。
- 1911年（明治44年）11月18日 - 東讃電気軌道（現・ことでん志度線）開通。村内には古高松駅が開業。
- 1925年（大正14年）8月1日 - 国鉄（現：JR）高徳線開通。村内には屋島駅が開業。
- 1940年（昭和15年）2月11日 - 古高松村が高松市に合併（高松市第4次合併）。
  - 古高松尋常小学校が高松市立古高松尋常小学校に改称。

高松市編入以後は「古高松」を参照

## 村長
- 久保彦太郎